# Xa Tuấn
Xa Tuấn (tiếng Trung: 车俊; sinh tháng 7 năm 1955) là chính khách nước Cộng hòa Nhân dân Trung Hoa. Ông hiện là Ủy viên Ban Chấp hành Trung ương Đảng Cộng sản Trung Quốc khóa XIX, nguyên Bí thư Tỉnh ủy tỉnh Chiết Giang, Chủ nhiệm Ủy ban Thường vụ Đại hội đại biểu nhân dân tỉnh Chiết Giang, Bí thư thứ nhất Đảng ủy Quân khu tỉnh Chiết Giang. Xa Tuấn khởi đầu sự nghiệp ở thành phố Hợp Phì, tỉnh An Huy, sau đó ông được điều chuyển đến tỉnh Hà Bắc đảm nhiệm cương vị Phó Bí thư Tỉnh ủy tỉnh Hà Bắc, Bí thư Thành ủy Thạch Gia Trang sau vụ bê bối sữa Trung Quốc năm 2008 và được luân chuyển đến Tân Cương làm Phó Bí thư Khu ủy Khu tự trị Duy Ngô Nhĩ Tân Cương sau vụ bạo động tại Ürümqi, tháng 7 năm 2009, trước khi về Chiết Giang một tỉnh ven biển phía đông của Trung Quốc vào tháng 6 năm 2016 làm Phó Bí thư Tỉnh ủy, Tỉnh trưởng Chính phủ Nhân dân tỉnh Chiết Giang.

## Tiểu sử

### Thân thế
Xa Tuấn là người Hán sinh tháng 7 năm 1955 ở Sào Hồ, tỉnh An Huy.

### Giáo dục
Tháng 7 năm 1981 đến tháng 7 năm 1984, Xa Tuấn theo học chuyên ngành pháp luật hàm thụ tại Học viện Chính trị Pháp luật Hoa Đông.
Tháng 8 năm 1993 đến tháng 12 năm 1995, ông theo học chuyên ngành quản lý kinh tế, Học viện Hàm thụ thuộc Trường Đảng Trung ương Đảng Cộng sản Trung Quốc.

### Sự nghiệp
Tháng 12 năm 1973, Xa Tuấn gia nhập Đảng Cộng sản Trung Quốc. Tháng 2 năm 1973 đến tháng 12 năm 1979, Xa Tuấn là thanh niên trí thức của công xã Đông Phương Hồng, huyện Trường Phong, tỉnh An Huy, ông lần lượt được cử làm Phó Bí thư Đoàn Thanh niên Cộng sản, Bí thư Chi bộ Đảng đại đội, Bí thư Đảng ủy công xã Tam Hòa, Phó Bí thư Khu ủy Dương Công. Tháng 12 năm 1979, ông chuyển đến công tác tại Tòa án nhân dân trung cấp thành phố Hợp Phì, tỉnh An Huy, đảm nhiệm chức vụ Trợ lý thẩm phán, thẩm phán, thư ký Văn phòng, Phó Chủ nhiệm Văn phòng.
Tháng 2 năm 1988, ông được bổ nhiệm làm Phó Bí thư tổ Đảng Tòa án nhân dân trung cấp thành phố Hợp Phì, Phó Chánh án Tòa án nhân dân trung cấp thành phố Hợp Phì, tỉnh An Huy. Tháng 3 năm 1989, ông chuyển sang làm Phó Bí thư Đảng ủy Cục Công an thành phố, Phó Cục trưởng Cục Công an thành phố Hợp Phì. Tháng 12 năm 1990, ông được bổ nhiệm giữ chức Phó Bí thư Đảng ủy Cục Công an thành phố, Bí thư Đảng ủy Cục Công an thành phố, Cục trưởng Cục Công an thành phố Hợp Phì. Tháng 5 năm 1993, ông được bổ nhiệm làm Phó Bí thư Thành ủy Hợp Phì, tỉnh An Huy. Tháng 3 năm 1995, Xa Tuấn được bổ nhiệm làm Phó Bí thư Thành ủy Hợp Phì, Phó Thị trưởng Thường trực thành phố Hợp Phì. Tháng 5 năm 1999, ông được bổ nhiệm làm Phó Bí thư Thành ủy Hợp Phì, quyền Thị trưởng thành phố Hợp Phì. Tháng 1 năm 2000, ông chính thức được bầu giữ chức vụ Thị trưởng thành phố Hợp Phì. Tháng 3 năm 2001, ông được bổ nhiệm làm Bí thư Thành ủy Hợp Phì. Tháng 10 năm 2001, ông được bầu làm Ủy viên Ban Thường vụ Tỉnh ủy An Huy, Bí thư Thành ủy Hợp Phì. Tháng 1 năm 2003, ông được bầu kiêm nhiệm chức vụ Chủ nhiệm Ủy ban Thường vụ Đại hội đại biểu nhân dân thành phố Hợp Phì.
Tháng 3 năm 2005, Xa Tuấn được luân chuyển giữ chức vụ Ủy viên Ban Thường vụ Tỉnh ủy Hà Bắc, Bí thư Ủy ban Chính trị Pháp luật Tỉnh ủy Hà Bắc. Tháng 11 năm 2006, ông được điều sang làm Ủy viên Ban Thường vụ Tỉnh ủy, Trưởng Ban Tổ chức Tỉnh ủy Hà Bắc. Ngày 21 tháng 10 năm 2007, tại Đại hội Đảng Cộng sản Trung Quốc lần thứ 17, ông được bầu làm Ủy viên dự khuyết Ban Chấp hành Trung ương Đảng Cộng sản Trung Quốc khóa XVII. Tháng 5 năm 2008, Xa Tuấn được bổ nhiệm giữ chức Phó Bí thư Tỉnh ủy Hà Bắc. Tháng 9 năm 2008, Xa Tuấn được phân công đảm nhiệm chức vụ Phó Bí thư Tỉnh ủy Hà Bắc kiêm Bí thư Thành ủy Thạch Gia Trang thay cho ông Ngô Hiển Quốc bị miễn nhiệm chức Bí thư Thành ủy Thạch Gia Trang do vụ bê bối sữa Trung Quốc của Tập đoàn Tam Lộc.
Tháng 5 năm 2010, Xa Tuấn được luân chuyển làm Phó Bí thư Khu ủy Khu tự trị Duy Ngô Nhĩ Tân Cương, Bí thư Đảng ủy kiêm Chính ủy Binh đoàn sản xuất và xây dựng Tân Cương, Chủ tịch Hội đồng quản trị Công ty Tập đoàn tân kiến Trung Quốc. Tháng 8 năm 2010, ông là thành viên Tiểu tổ Điều phối Công tác Tân Cương Trung ương. Ngày 14 tháng 11 năm 2012, tại Đại hội Đảng Cộng sản Trung Quốc lần thứ 18, ông được bầu làm Ủy viên Ủy ban Trung ương Đảng Cộng sản Trung Quốc khóa XVIII. Ngày 30 tháng 4 năm 2015, ông được miễn nhiệm chức vụ Bí thư Đảng ủy kiêm Chính ủy Binh đoàn sản xuất và xây dựng Tân Cương, Chủ tịch Hội đồng quản trị Công ty Tập đoàn tân kiến Trung Quốc.
Tháng 6 năm 2016, Xa Tuấn được bổ nhiệm giữ chức vụ Phó Bí thư Tỉnh ủy Chiết Giang. Ngày 4 tháng 7 năm 2016, ông được bổ nhiệm làm Phó Tỉnh trưởng tỉnh Chiết Giang đồng thời tạm quyền Tỉnh trưởng tỉnh Chiết Giang kế nhiệm ông Lý Cường. Ngày 20 tháng 1 năm 2017, ông chính thức được bầu giữ chức vụ Tỉnh trưởng Chính phủ nhân dân tỉnh Chiết Giang.
Ngày 26 tháng 4 năm 2017, Xa Tuấn được bổ nhiệm làm Bí thư Tỉnh ủy Chiết Giang thay cho ông Hạ Bảo Long được điều lên trung ương làm Phó Chủ nhiệm Uỷ ban Bảo vệ Môi trường và Tài nguyên của Đại hội đại biểu Nhân dân toàn quốc Trung Quốc khóa XII (Quốc hội Trung Quốc). Ngày 7 tháng 7 năm 2017, ông được bầu kiêm nhiệm chức vụ Chủ nhiệm Ủy ban Thường vụ Đại hội đại biểu nhân dân tỉnh Chiết Giang. Ngày 24 tháng 10 năm 2017, tại Đại hội Đảng Cộng sản Trung Quốc lần thứ XIX, ông được bầu làm Ủy viên Ủy ban Trung ương Đảng Cộng sản Trung Quốc khóa XIX.
Ngày 30 tháng 1 năm 2018, tại Hội nghị lần thứ nhất của Đại hội đại biểu nhân dân khóa 13 tỉnh Chiết Giang, ông được bầu tái đắc cử chức vụ Chủ nhiệm Ủy ban Thường vụ Đại hội đại biểu nhân dân tỉnh Chiết Giang.
Tháng 8 năm 2020, ông được miễn nhiệm chức vụ Bí thư Tỉnh ủy Chiết Giang, nghỉ hưu.